# Савиново (Сунский район)
Савиново — опустевшая деревня в Сунском районе Кировской области в составе  Большевистского сельского поселения.

## География
Находится на расстоянии примерно 21 км по  прямой запад от районного центра посёлка  Суна.

## История
Известна была с 1764 года как починок Савиновский, где проживало 37 монастырских крестьян (Успенского Трифонова монастыря) и 19 государственных. В 1873 году здесь учтено было дворов 15 и жителей 109, в 1905 — 25 и 165, в 1926 — 30 и 165, в 1950 — 20 и 58. В 1989 году оставалось 8 постоянных жителей. 

## Население
Постоянное население составляло 2 человека (русские 100%) в 2002 году, 0 в 2010.